# インド武術
インド武術（インドぶじゅつ）は、インド亜大陸の武術・格闘技を指す。

## インドの伝統的武術用語
インドにおける伝統的な武術や戦闘技術には、さまざまな専門用語が用いられている。代表的な用語の一つであるシャストラ・ヴィディヤ（śastra-vidyā）は、「武器（シャストラ）」と「知識（ヴィディヤ）」を意味する言葉から構成されており、武器に関する知識や技術を指す。
もう一つの重要な用語であるダヌルヴェーダ（Dhanurveda）は、「弓（ダヌシュヤ）」と「知識（ヴェーダ）」から派生し、もともとは「弓術の科学」を意味したが、後に武術全般を指すようになった。『ヴィシュヌ・プラーナ』によれば、ダヌルヴェーダは「応用知識（upaveda）」の一つとして位置づけられ、軍事科学（シャストラシャーストラ）と並ぶ分野とされている。
ユッダ・カラ（yuddha kalā）という用語は、「戦い（ユッダ）」と「技術（カラ）」を意味し、戦闘技術を指す。また、シャストラ・カラ（śastra kalā）は特に武器術に関連する技術を指す言葉として使われる。
一方、ユッダ・ヴィディヤ（yuddha-vidyā）は「戦闘知識」を意味し、実際の戦闘技術だけでなく、戦闘隊形や戦略を含む戦場でのスキル全般を指す用語である。
これらの武術や戦闘技術は、伝統的にアカラ（akharas）と呼ばれる道場で学ばれ、練習されてきた。

## 歴史

### 古代（紀元前）
インダス文明
インダス文明の印章に戦いのシーンが描かれており、槍を使った戦いが示されている。
ヴェーダ時代
武道に関する記録があり、マラユッダ（格闘技）や弓術、剣術が登場。神々も武道の使い手とされる。
サンガム文学
南インドでの槍、剣、盾、弓などの武器使用が記録されています。

### 古典時代（3世紀 - 10世紀）
スシュルタ・サンヒタ
身体の重要な部位に関する知識が記載され、武道にも影響を与える。
マラ・ユッダ
古代の戦い方が系統化され、戦いのスタイルが詳細に記述される。

### 中世（11世紀 - 15世紀）
カラリパヤット
11世紀には現在の形に発展。ヴィジャヤナガル帝国ではプロのレスリングが人気。
マラーター
軽装騎兵と剣術の使い手として知られる。シヴァジの戦術は特に評価される。

### ムガール時代（1526年 - 1857年）
ムガール武士
ムガル帝国時代にインドの武道がさらに発展し、ムガルの戦士たちも自らのスキルを披露。
ペルワニ
ペルシアの影響を受けて、インドのレスリングが進化。

### 近代（1857年以降）

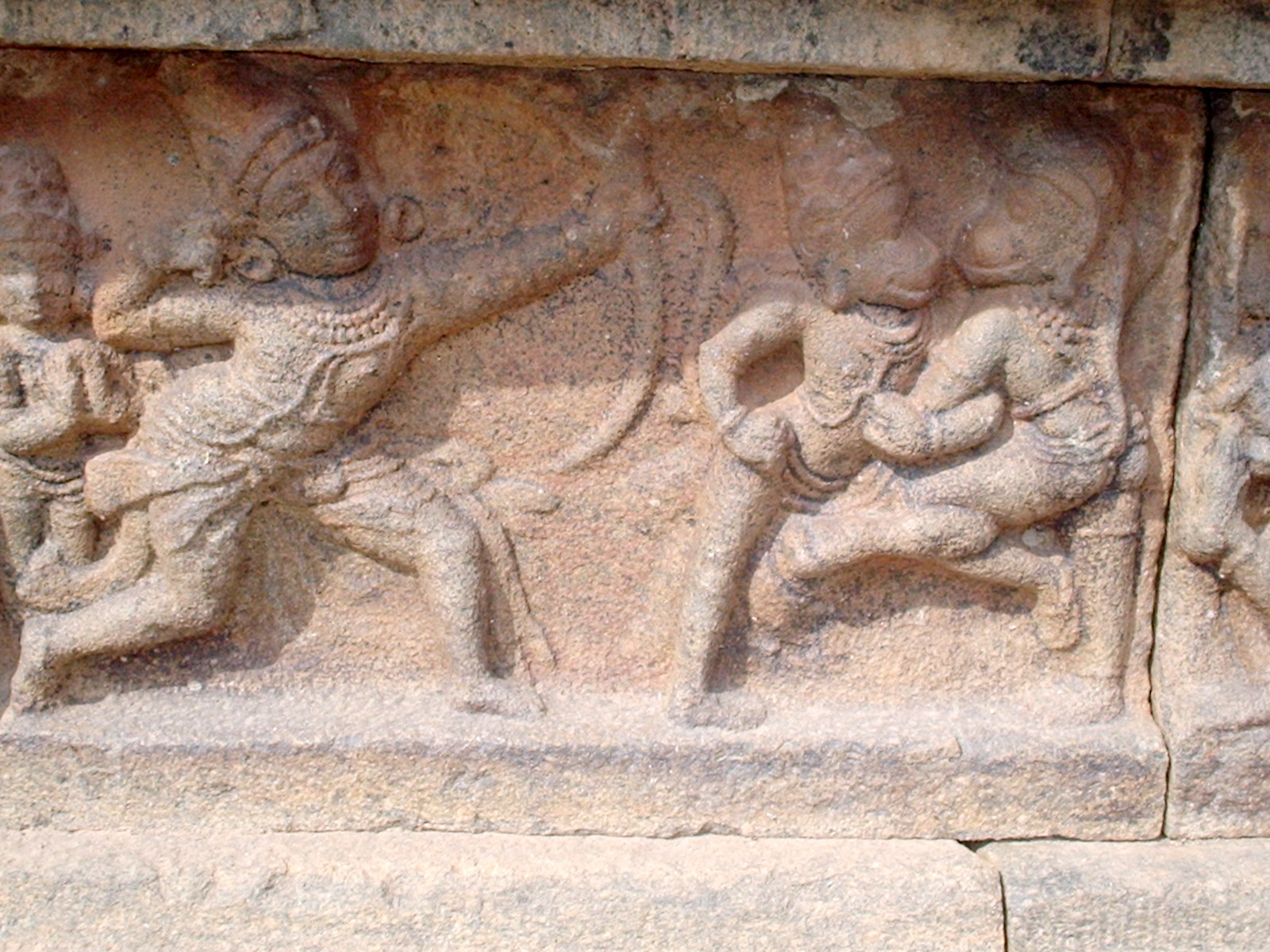
Locking technique shown at 12th century Airavatesvara Temple

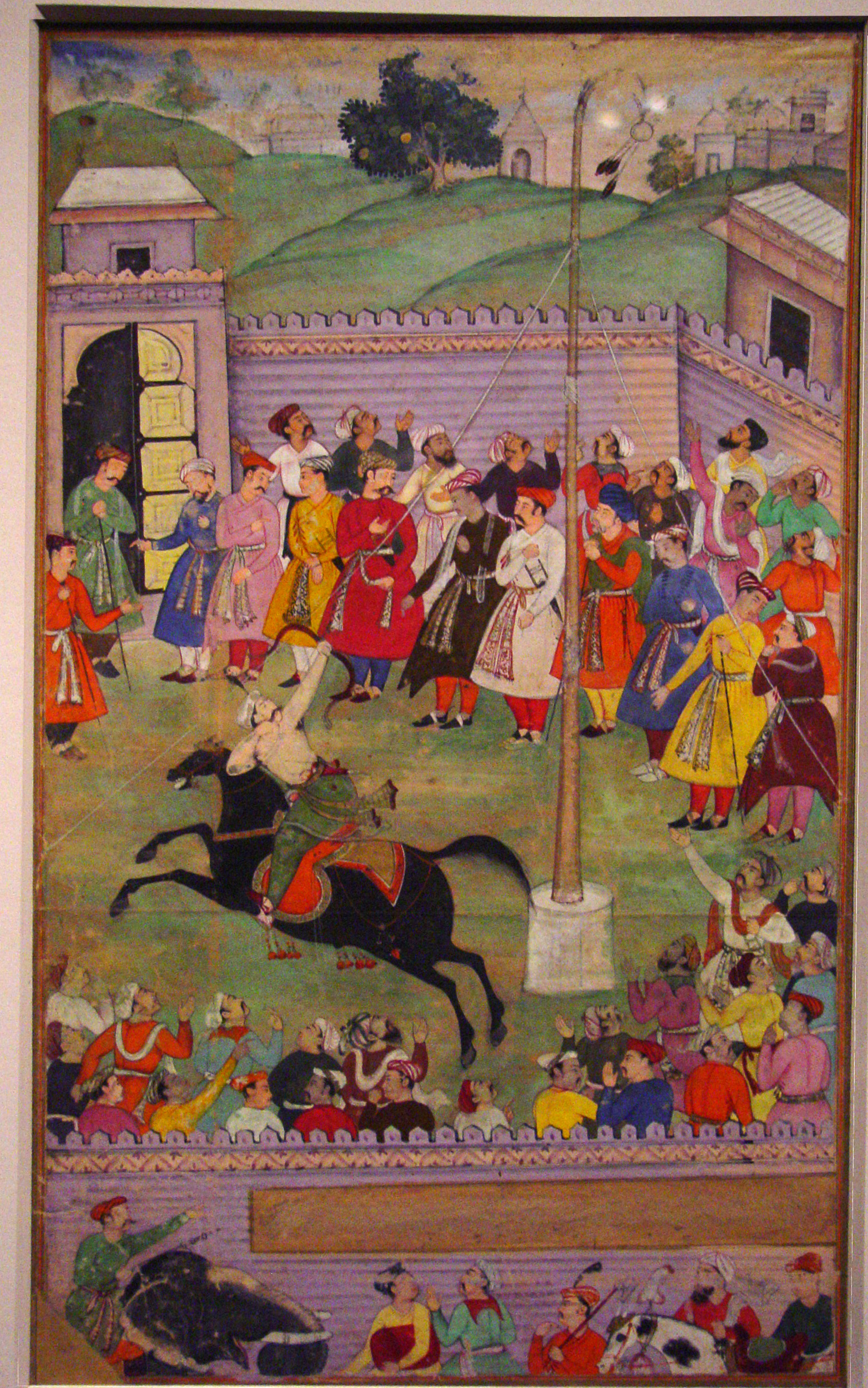
Mughal warriors practicing horseback archery, a skill they were highly renowned for

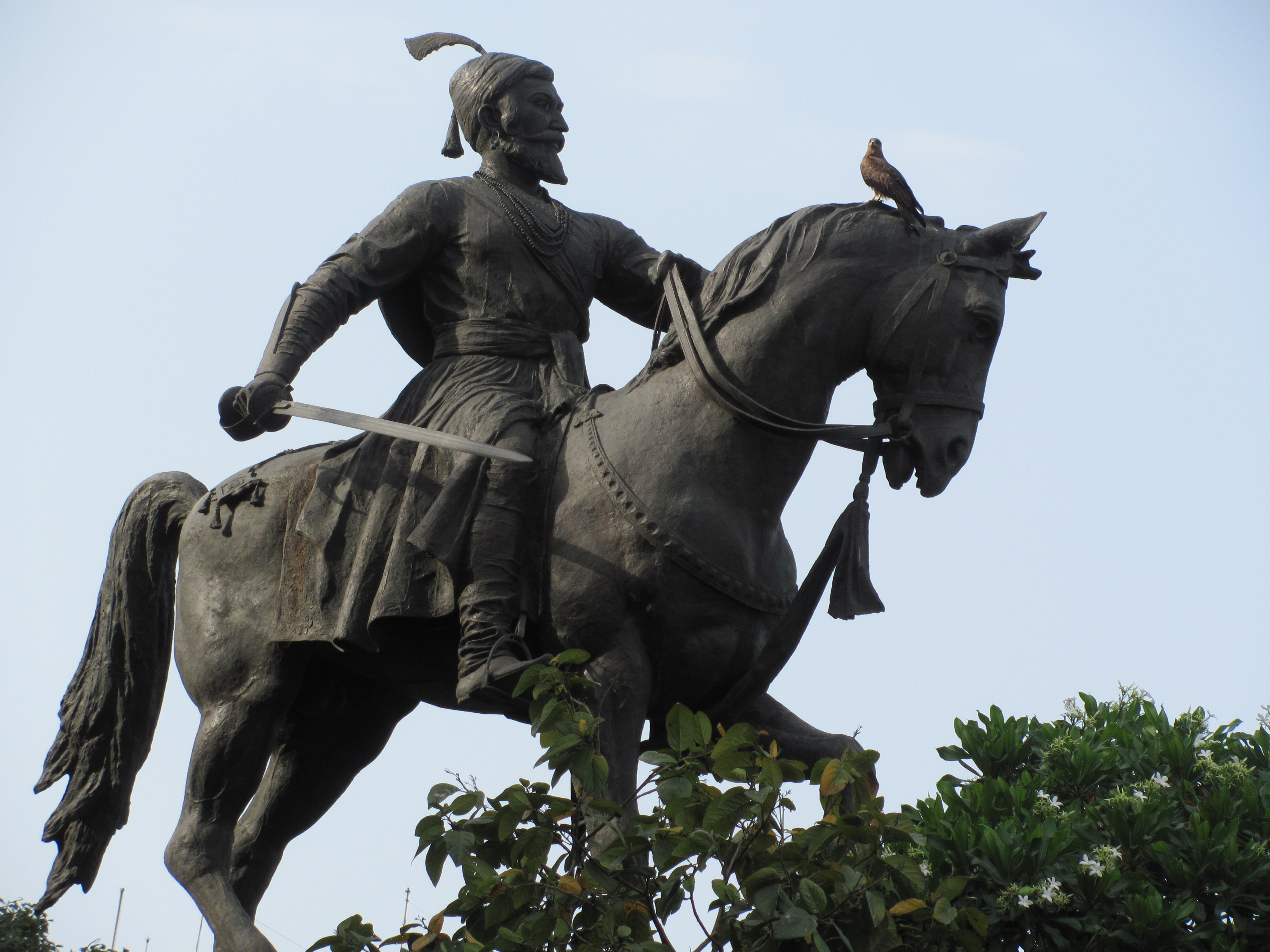
Statue of Shivaji, the warrior-king who brought the Maratha people and fighting style to prominence.

植民地時代
イギリス支配による武道の衰退、カラリパヤットやシランバムの禁止。
復興運動
1920年代から伝統武道の再発見が始まり、地域ごとに武道が復活。

## 関連資料

### アグニ・プラーナ
インド武道に関する最古の現存する教本の一つは、『アグニ・プラーナ』（8世紀から11世紀にかけて編纂された）に記載されている。『アグニ・プラーナ』の「ダヌルヴェーダ」項目は第248章から第251章までで、武器を投げる武器と投げない武器に分類し、さらにいくつかのサブ項目に分けている。この項目では、戦車の戦士、象の騎手、騎馬兵、歩兵、レスラーの5つの主要な部門に分けて訓練を分類している。
戦いの9つのアーサナ（姿勢）は以下の通り：
1. サマパダ（「足を揃える」）：足を合わせて閉じた隊列で立つ（248.9）
2. ヴァイシャーカ：足を広げて直立する（248.10）
3. マンダラ（「円盤」）：膝を広げて立ち、ガチョウの群れの形に配置する（248.11）
4. アーリーダ（「磨かれた」）：右膝を曲げて左足を後ろに引く（248.12）
5. プラティーリーダ：左膝を曲げて右足を後ろに引く（248.13）
6. ジャータ（「起源」）：右足をまっすぐにし、左足を直角に置く。足首は五本の指分（248.14）
7. ダンダーヤタ（「延ばされた杖」）：右膝を曲げて左足をまっすぐに保つ、またはその逆。二本の足が二つの手のひらの長さ分離れていると「恐ろしい」と呼ばれる（248.16）
8. サンプタ（「半球」）（248.17）
9. スワスティカ（「幸福」）：足を16本の指分離し、少し持ち上げる（248.19）

その後、弓術の技術についての詳細な議論が続く。
剣と盾で取るべき32のポジション（カドガチャルマヴィダウ）、戦いでのロープ使用の技術11種類、ロープ操作に関連する5つの「行為」、チャクラム（戦闘用円盤）、槍、トマラ（鉄の棍棒）、ガダ（メイス）、斧、ハンマー、ビンディパーラまたはラグダ、ヴァジュラ、短剣、スリングショット、最後に鈍器や棍棒での行為に関するリストを含む、武器で可能なアクションや「行為」の名前を列挙している。テキストの最後の短い部分では、戦争の広範な問題に戻り、戦象や人の様々な使用法を説明している。文章は、適切に訓練された戦士を戦争に送り出す方法についての説明で締めくくられている。

### アルタシャーストラ
『アルタシャーストラ』（紀元前4世紀頃、チャンカヤ（チャンドラグプタ・マウリヤの首席顧問）著）は、経済学、政治、外交、軍事戦略などの多様なトピックを含む最古の国家経営に関する論文の一つ。

### その他
現存するダヌルヴェーダ・サンヒタ（14世紀中頃）には、ブリハット・サルンガダラ・パッドハティ（1888年版）によって編纂されたものがある。
中世のテキストには、以下のような戦闘技術に関する散発的な言及もある：
- カマンダキヤ・ニティサーラ（8世紀頃[50]、マンマタ・ナース・ダット編、1896年）
- ニティヴァキャムリタ（ソマデーヴァ・スーリ著、10世紀）
- ユクティカルパタル（ボージャ著、11世紀）
- マナソラサ（ソメスヴァラ3世著、12世紀）

## 武器と武道
- 1. 武器の概要
  - 古代インドの軍隊では、槍、剣、盾、斧、弓など多くの武器が使用されていた。
  - 『アグニ・プラーナ』では、130種類以上の武器が分類されている。

- 2. 投げる武器（ムクタ）
  - ヤントラ・ムクタ: 投射武器（スリング、弓など）
  - パーニ・ムクタ: 手で投げる武器（ジャベリンなど）
  - ムクタ・サンダリタ: 投げて引き戻せる武器（ロープ槍など）
  - マントラ・ムクタ: 魔法で投げる神話的な武器（6種類）

- 3. 投げない武器（アン・ムクタ）
  - ハスタ・シャストラまたはアムクタ: 手で持つ武器（剣、メイスなど）
  - ムクタ・ムクタ: 投げることも近接戦でも使える武器（98種類）
  - バーハ・ユッダ: 素手の戦い

- 4. 剣術（カッドガ・ヴィデヤ）
  - 曲がった単刃剣、真っ直ぐな両刃剣、両手用長剣、フレキシブルソードなどが含まれる。
  - トレーニングには円を描く動き、自由なスパーリング、精密切断が含まれる。

- 5. 杖術（ラティ・ケーラ）
  - 竹や木製の棒を使った戦いで、広範な武道体系の一部として学ばれることがある。
  - テクニックは地域によって異なり、北部では棒の一端を主に使い、南部では両端を使用する。

- 6. 槍術
  - 槍は刺突や斬撃に使われる。
- 歴史的なスタイルには、騎兵用の槍やインド独自の技法（ボウタティ）が含まれる。

- 7. 弓術（ダヌール・ヴィデヤ）
  - 弓と矢は非常に尊ばれており、古代の弓術家たちが多くの伝説に登場する。
  - 伝統的な弓と矢の製作方法や技術が古典文学に記されている。

- 8. メイス戦（ガダ・ユッダ）
  - ガダ（メイス）は、重い武器で、古代の戦いで使われた。
  - 神話的なキャラクターであるハヌマーンと結びつけられ、重さがあるため力強い戦いに適している。

- 9. レスリング（マラ・ユッダ）
  - レスリングには、スポーツとしてのマラ・クラと、実戦レスリングのマラ・ユッダがある。
  - 伝統的なレスリングは北部で消失しつつあり、クスティというスタイルが一般的である。

- 10. ペルワニ
  - インド亜大陸のレスリング形式で、ムガル帝国時代に発展した。
  - 有名な実践者にはグレート・ガマ（ガラム・モハンマド・バクシュ・ブット）がいる。

- 11. ボクシング（ムスティ・ユッダ）
  - 伝統的なボクシングは非常に粗い戦い方で、石などで拳を強化する。
  - 打撃と掴みが許され、ゴリの攻撃を除いて体のどこでも攻撃可能。

- 12. 蹴り
  - ナガランドの部族によって行われる蹴り中心の戦い。
  - 蹴りのみで相手を倒すかリングの外に追い出すことを目指す。

- 13. プギリズム
  - 多くの無手の戦闘技術を含み、動物や神々の動きに基づく。
  - 古代の技術が現代にも引き継がれており、自己防衛に有用とされる。

- 14. バル・ヴィデヤ
  - 古代インドの武道で、身体的、精神的、知的な健康を向上させることを目指す。
  - 現代ではシリー・アニルッダ・ウパサナ財団などがトレーニングを提供している。

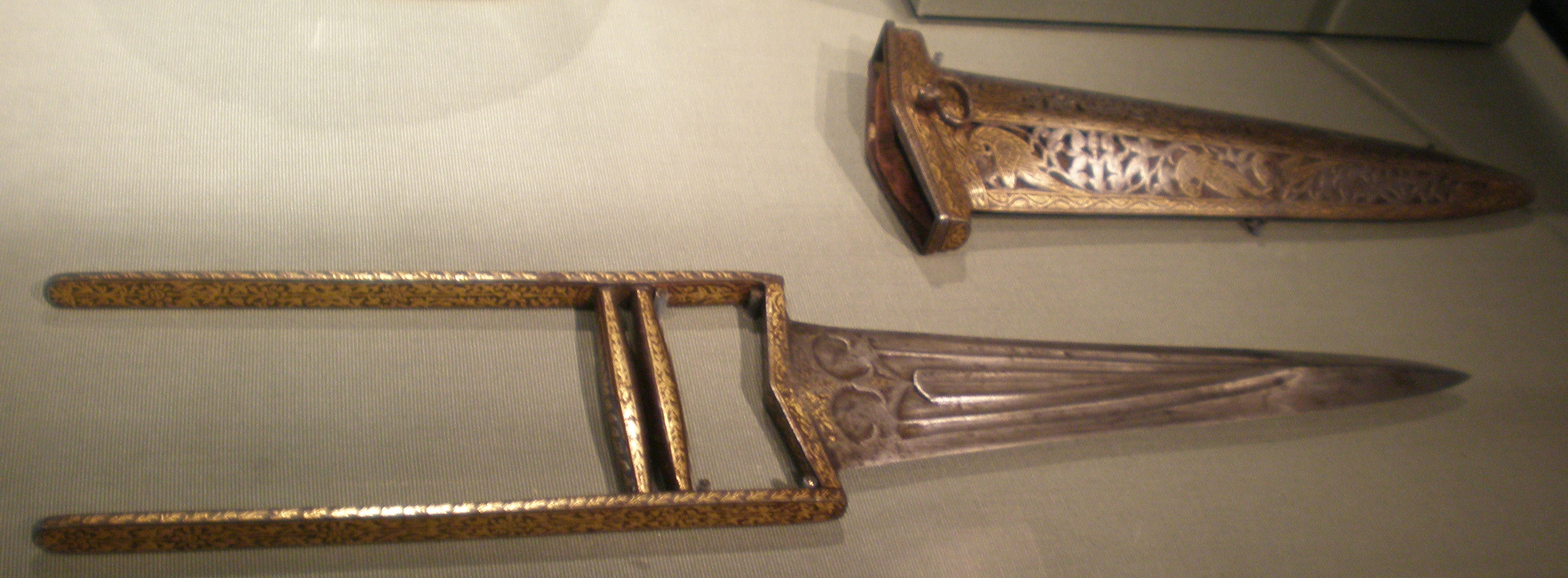
The katara, the most characteristic of daggers in the Indian subcontinent.

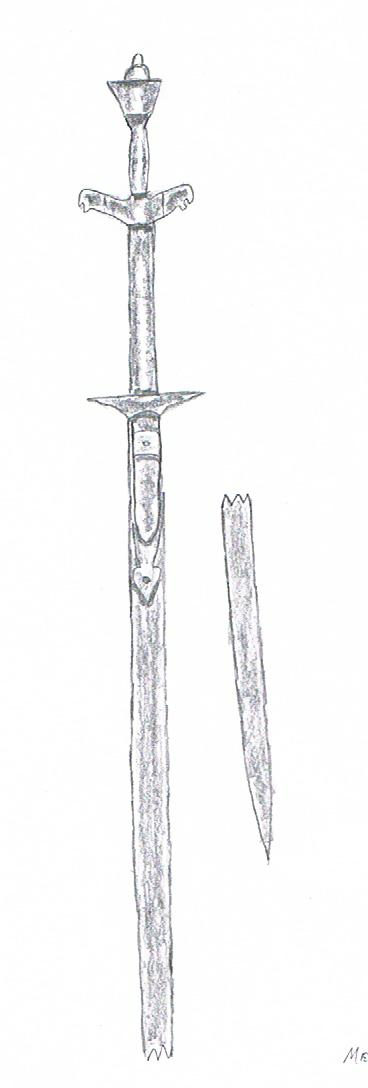
A southern two-handed sword

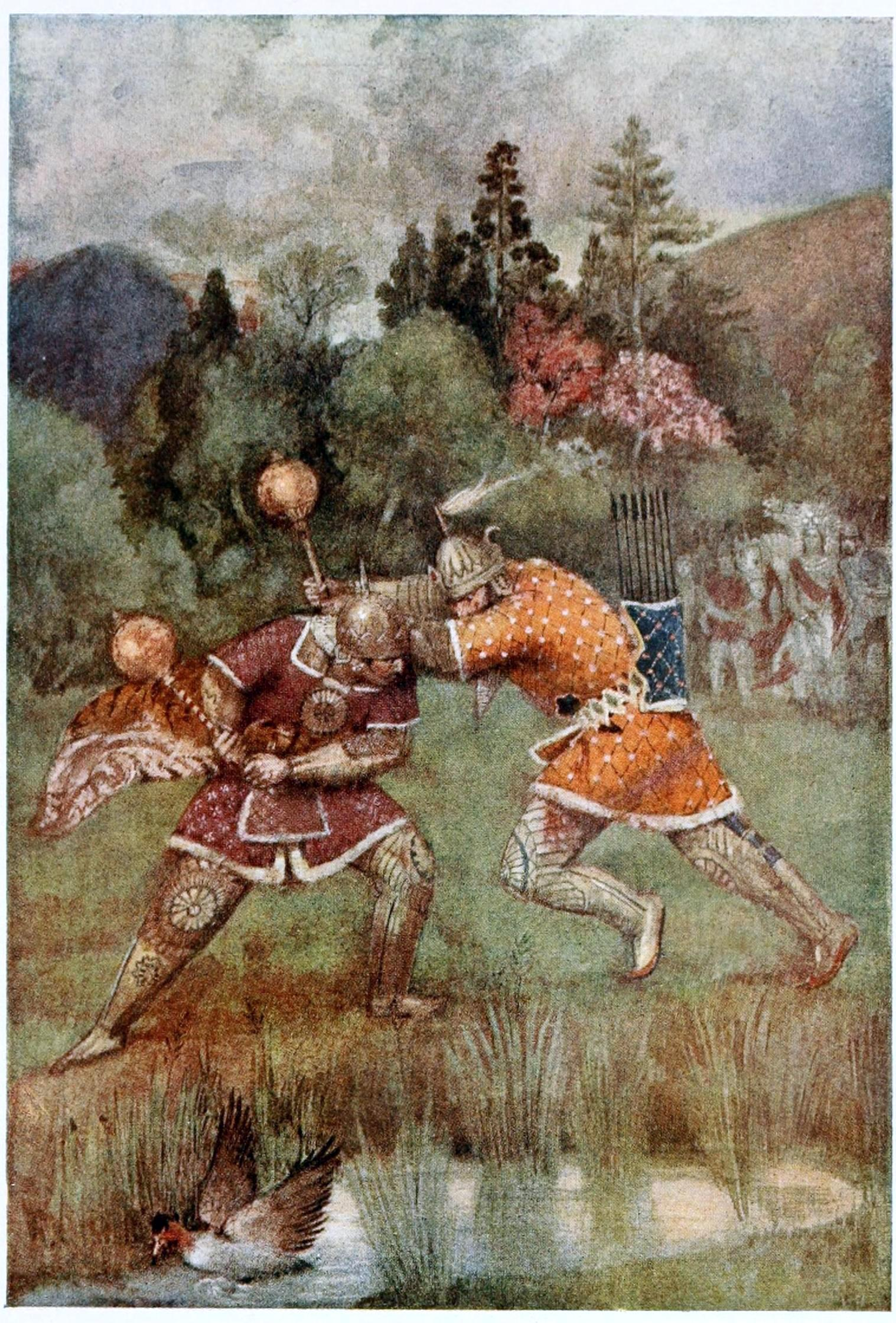
Bhima dueling Duryodhana

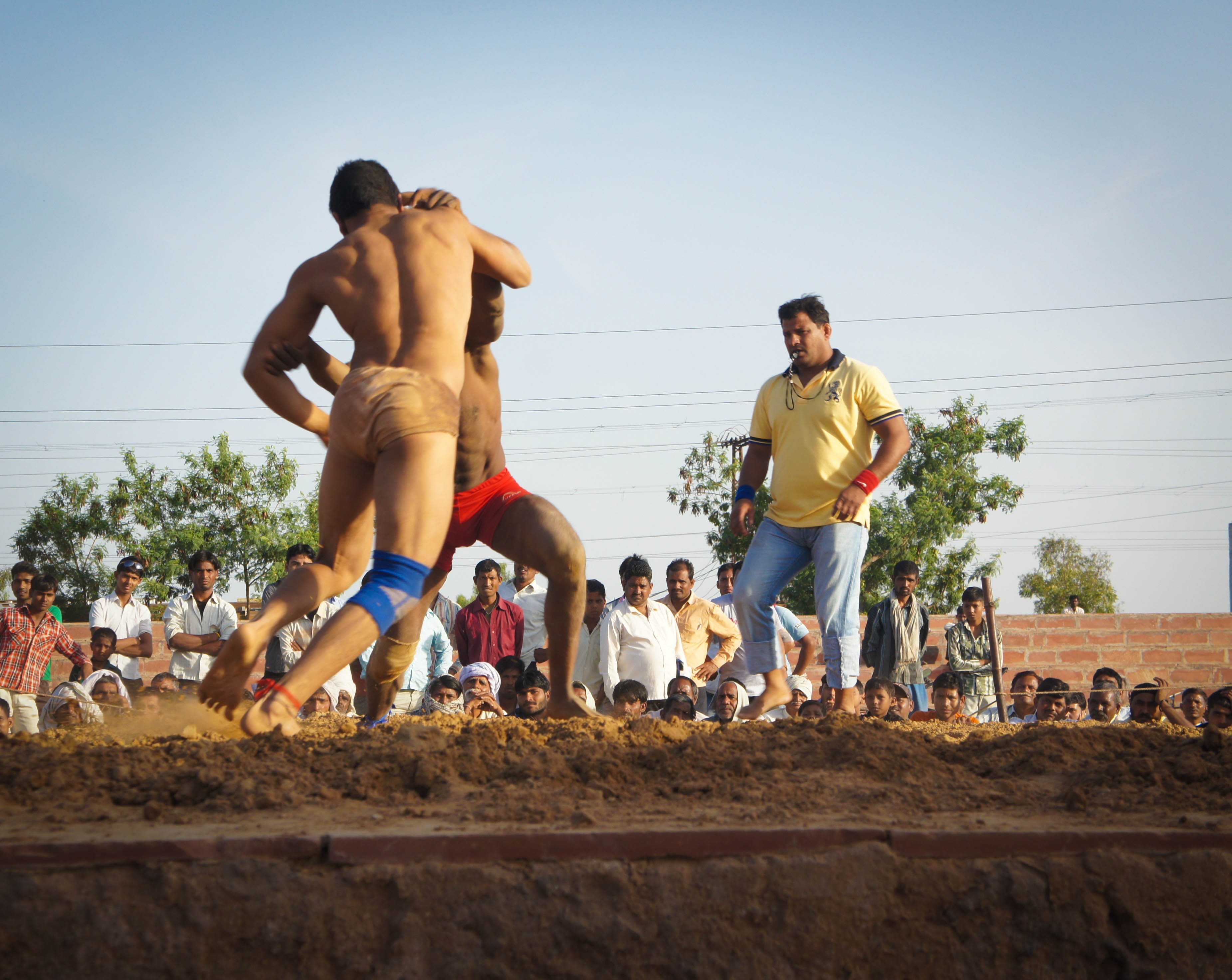
Wrestling match in Bharatpur, 2013.

## 地域
インドの武術は、地域ごとに異なるスタイルがある。

### インドの武術の地域別スタイル

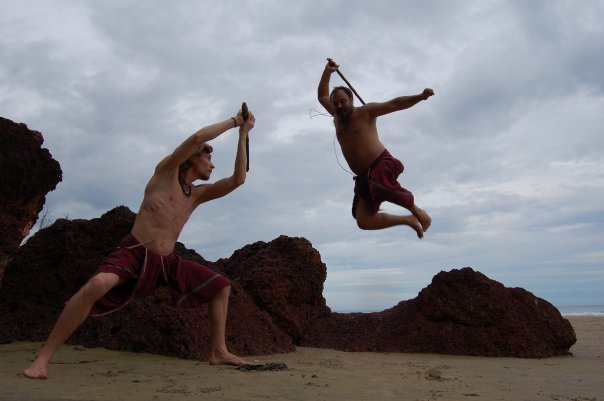
Kalaripayat stick-fighting

1. 北インド（パキスタン、バングラデシュを含む）
シャストラ・ヴィディヤ: 北部では、ムガル時代のペルシャの影響を受けた武術が多く、特にガトカが有名です。
2. アンドラ・プラデーシュ
タリムカナ（Talimkhana）: 剣、杖、槌などの武器を使う伝統的な武術。
3. ベンガルと北東インド
ラティ・ケーラ（Lathi Khela）: スティックファイティング。長い棒や短い棍棒を使う戦い。
4. ビハール
パリ・カンダ（Pari-khanda）: 剣と盾を使う戦いで、地域の舞踏「チャウ」にも影響を与えています。
5. カルナータカ
カイ・ヴァラセ（Kai Varase）: 無手戦や棒術、剣術を含む武術。伝統的な訓練場で学ばれます。
6. カシミール
スクエイ（Sqay）: 剣術で、模擬剣を使ったスパーリングが行われます。
7. ケーララ
カラリパヤット（Kalaripayattu）: 様々な武器を使う武術。格闘技や柔道に似た要素も含まれます。
8. マハーラシュトラ
マルダニ・ケール（Mardani Khel）: 武器を使った戦いで、剣や槍などを用います。
9. マニプール
フエン・ランロン（Huyen Langlon）: 剣と槍を使った武術で、戦いのルールが厳格です。
10. ナガランド
アキ・キティ（Aki Kiti）: 蹴りとブロックを中心にしたコンタクトスポーツ。
11. オディシャ
パイカ（Paika）: 武道の舞踏とアクロバットを含む武術で、主に剣を使います。
12. 北西インド
ガトカ（Gatka）: 木製の棒を使った戦いで、シク教徒によって守られています。
13. タミル・ナードゥ
シランバム（Silambam）: 竹の杖を使った武術で、動物の動きを模した技術が含まれます。

## 影響

Historic Indosphere cultural influence zone of Greater India for transmission of elements of Indian culture including martial arts.

インドの文化圏の歴史的な影響により、インド文化の要素、特に武術が伝播した。これら文化的影響は、ヒンドゥー教が東南アジアに広まったことや、シルクロードを通じて仏教が伝わったことによって拡大した。 この過程で、東南アジアの非インド系の先住民王国がサンスクリット化された言語や名誉称号、地名、教育機関の名称など、インドの要素を取り入れるようになった。また、インドの武術、建築、音楽、舞踏、伝統的な衣装、料理なども採用された。この影響は、インド系移民の歴史的な拡張によっても助けられている。
インドの武術が影響を与えた武術には、アンガンポラ、アンカム、ボカトール、エスクリマ、クラビー・クラボン、クバッチクン・ダンボン・ヴェン、クメール伝統的なレスリング、ムエ・ボラン、ムエタイ、パナトゥカン、ペンチャク・シラット、シラット・マレー、タイング（ビルマ）、ボヴィナムなどがある。